# N29 (Burkina Faso)
Die N29 ist eine Fernstraße in Burkina Faso, die von Manga nach Zabré führt. Von dort verläuft die Straße weiter nach Ghana. Sie verbindet die Regionen Centre-Sud und Centre-Est.
Die Straße wurde am 24. April 2021 eingeweiht, nachdem sie mit Mitteln der Weltbank in Höhe von etwa 28 Mrd. CFA-Francs (umgerechnet etwa 42,7 Mio. €) seit November 2017 ausgebaut wurde.